# Amai Manabilang

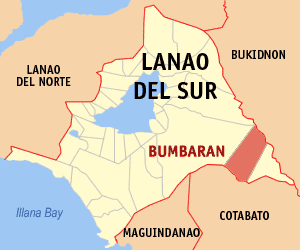
Bản đồ Lanao del Sur với vị trí của Amai Manabilang

Amai Manabilang là một đô thị hạng 4 ở tỉnh Lanao del Sur, Philippines. Theo điều tra dân số năm 2000 của Philipin, đô thị này có dân số 6.589 người trong 1.133 hộ.

## Các đơn vị hành chính
Amai Manabilang được chia ra 17 barangay.
| - Poblacion (Apartfort) - Bagumbayan - Bandara-Ingud - Comara - Frankfort - Lambanogan - Lico - Mansilano - Natangcopan | - Pagonayan - Pagalamatan - Piagma - Punud - Ranao-Baning - Salam - Sigu-an - Sumugot |